# Single numer jeden w roku 2001 (Polska)
Notowanie Polish Airplay Chart przedstawia najpopularniejsze utwory w polskich rozgłośniach radiowych. Dane w roku 2001 publikowane i kompletowane były przez firmę PiF PaF Production w oparciu o cotygodniową liczbę odegrań w radio. Poniżej znajdują się tabele prezentujące najpopularniejsze single we wszystkich rozgłośniach (Lista Krajowa) oraz najpopularniejsze single w stacjach lokalnych i regionalnych (Lista Regionalna) w roku 2001.

## Polish Airplay Chart
| Tydzień | Lista Krajowa                     | Lista Krajowa                  | Lista Regionalna                  | Lista Regionalna                                     | Źródło |
| Tydzień | Wykonawca                         | Utwór                          | Wykonawca                         | Utwór                                                | Źródło |
| ------- | --------------------------------- | ------------------------------ | --------------------------------- | ---------------------------------------------------- | ------ |
| 1/2001  | Robbie Williams                   | „Supreme”                      | Robbie Williams                   | „Supreme”                                            | [ 1 ]  |
| 2/2001  | Craig David                       | „Walking Away”                 | LeAnn Rimes                       | „Can't Fight the Moonlight”                          | [ 1 ]  |
| 3/2001  | Robbie Williams                   | „Supreme”                      | Paola & Chiara                    | „Viva el amor!”                                      | [ 1 ]  |
| 4/2001  | Robbie Williams                   | „Supreme”                      | Sonique                           | „I Put a Spell on You”                               | [ 1 ]  |
| 5/2001  | Robbie Williams                   | „Supreme”                      | Enya                              | „Wild Child”                                         | [ 1 ]  |
| 6/2001  | Robbie Williams                   | „Supreme”                      | Ricky Martin & Christina Aguilera | „Nobody Wants to Be Lonely”                          | [ 1 ]  |
| 7/2001  | Ricky Martin & Christina Aguilera | „Nobody Wants to Be Lonely”    | Edyta Bartosiewicz                | „Opowieść”                                           | [ 1 ]  |
| 8/2001  | Ricky Martin & Christina Aguilera | „Nobody Wants to Be Lonely”    | Modjo                             | „Chillin'”                                           | [ 1 ]  |
| 9/2001  | Ricky Martin & Christina Aguilera | „Nobody Wants to Be Lonely”    | Beata Kozidrak                    | „Rzeka marzeń”                                       | [ 1 ]  |
| 10/2001 | Sonique                           | „I Put a Spell on You”         | Ronan Keating                     | „Lovin' Each Day”                                    | [ 1 ]  |
| 11/2001 | R. Kelly                          | „The Storm Is Over Now”        | Janet Jackson                     | „All for You”                                        | [ 1 ]  |
| 12/2001 | Roxette                           | „The Centre of the Heart”      | Natalia Kukulska                  | „Niepotrzebny”                                       | [ 1 ]  |
| 13/2001 | Janet Jackson                     | „All for You”                  | Urszula                           | „Piesek twist”                                       | [ 1 ]  |
| 14/2001 | Shaggy feat. Rikrok               | „It Wasn't Me”                 | Piasek                            | „Z kimś takim / 2 Long”                              | [ 1 ]  |
| 15/2001 | Shaggy feat. Rikrok               | „It Wasn't Me”                 | R.E.M.                            | „Imitation of Life”                                  | [ 1 ]  |
| 16/2001 | Ronan Keating                     | „Lovin' Each Day”              | Bon Jovi                          | „One Wild Night”                                     | [ 1 ]  |
| 17/2001 | Shaggy feat. Rikrok               | „It Wasn't Me”                 | Depeche Mode                      | „Dream On”                                           | [ 1 ]  |
| 18/2001 | Ronan Keating                     | „Lovin' Each Day”              | Geri Halliwell                    | „It's Raining Men”                                   | [ 1 ]  |
| 19/2001 | Ronan Keating                     | „Lovin' Each Day”              | Brathanki                         | „W kinie, w Lublinie - kochaj mnie”                  | [ 1 ]  |
| 20/2001 | R.E.M.                            | „Imitation of Life”            | Electric Light Orchestra          | „Alright”                                            | [ 1 ]  |
| 21/2001 | Geri Halliwell                    | „It's Raining Men”             | Varius Manx                       | „Maj”                                                | [ 1 ]  |
| 22/2001 | Titiyo                            | „Come Along”                   | Reni Jusis                        | „Nic o mnie nie wiecie”                              | [ 1 ]  |
| 23/2001 | Cher & Eros Ramazzotti            | „Piu' Che Puoi”                | Bajm                              | „O Tobie”                                            | [ 1 ]  |
| 24/2001 | Titiyo                            | „Come Along”                   | Janet Jackson                     | „Someone to Call My Lover”                           | [ 1 ]  |
| 25/2001 | Cher & Eros Ramazzotti            | „Piu' Che Puoi”                | Backstreet Boys                   | „More than That”                                     | [ 1 ]  |
| 26/2001 | Geri Halliwell                    | „It's Raining Men”             | Roxette                           | „Real Sugar”                                         | [ 1 ]  |
| 27/2001 | Geri Halliwell                    | „It's Raining Men”             | Ricky Martin                      | „Loaded”                                             | [ 1 ]  |
| 28/2001 | Geri Halliwell                    | „It's Raining Men”             | Jennifer Lopez                    | „Ain't It Funny”                                     | [ 1 ]  |
| 29/2001 | Jennifer Lopez                    | „Ain't It Funny”               | Madonna                           | „What It Feels Like for a Girl”                      | [ 1 ]  |
| 30/2001 | Jennifer Lopez                    | „Ain't It Funny”               | Roger Sanchez                     | „Another Chance”                                     | [ 1 ]  |
| 31/2001 | Jennifer Lopez                    | „Ain't It Funny”               | R.E.M.                            | „All the Way to Reno”                                | [ 1 ]  |
| 32/2001 | Jennifer Lopez                    | „Ain't It Funny”               | Westlife                          | „When You're Looking like That”                      | [ 1 ]  |
| 33/2001 | Jennifer Lopez                    | „Ain't It Funny”               | Elton John                        | „I Want Love”                                        | [ 1 ]  |
| 34/2001 | Jennifer Lopez                    | „Ain't It Funny”               | The Cranberries                   | „Analyse”                                            | [ 1 ]  |
| 35/2001 | R.E.M.                            | „All the Way to Reno”          | Brainstorm                        | „Maybe”                                              | [ 1 ]  |
| 36/2001 | Jennifer Lopez                    | „Ain't It Funny”               | De Mono                           | „Nie może być”                                       | [ 1 ]  |
| 37/2001 | Jennifer Lopez                    | „Ain't It Funny”               | Michael Jackson                   | „You Rock My World”                                  | [ 1 ]  |
| 38/2001 | Enrique Iglesias                  | „Hero”                         | Michael Jackson                   | „You Rock My World”                                  | [ 1 ]  |
| 39/2001 | R.E.M.                            | „All the Way to Reno”          | Enrique Iglesias                  | „Hero”                                               | [ 1 ]  |
| 40/2001 | Michael Jackson                   | „You Rock My World”            | The Corrs                         | „Would You Be Happier?”                              | [ 1 ]  |
| 41/2001 | Michael Jackson                   | „You Rock My World”            | Lighthouse Family                 | „(I Wish I Knew How It Would Feel to Be) Free / One” | [ 1 ]  |
| 42/2001 | Brainstorm                        | „Maybe”                        | Brainstorm                        | „Drawning”                                           | [ 1 ]  |
| 43/2001 | Brainstorm                        | „Maybe”                        | Cher                              | „The Music's No Good without You”                    | [ 1 ]  |
| 44/2001 | Brainstorm                        | „Maybe”                        | Gregorian                         | „Moment of Peace”                                    | [ 1 ]  |
| 45/2001 | Brainstorm                        | „Maybe”                        | De Mono                           | „Tamtego lata”                                       | [ 1 ]  |
| 46/2001 | Brainstorm                        | „Maybe”                        | U2                                | „Walk On”                                            | [ 1 ]  |
| 47/2001 | Kylie Minogue                     | „Can’t Get You Out of My Head” | Marc Anthony                      | „Tragedy”                                            | [ 1 ]  |
| 48/2001 | Kylie Minogue                     | „Can’t Get You Out of My Head” | Robbie Williams & Nicole Kidman   | „Somethin’ Stupid”                                   | [ 1 ]  |
| 49/2001 | Kylie Minogue                     | „Can’t Get You Out of My Head” | Ewa Bem                           | „Jak człowiek uparty”                                | [ 1 ]  |
| 50/2001 | Kylie Minogue                     | „Can’t Get You Out of My Head” | Toni Braxton feat. Shaggy         | „Christmas in Jamaica”                               | [ 1 ]  |
| 51/2001 | Kylie Minogue                     | „Can’t Get You Out of My Head” | Magda Femme                       | „Rozmowa z aniołem”                                  | [ 1 ]  |
| 52/2001 | Kylie Minogue                     | „Can’t Get You Out of My Head” | Magda Femme                       | „Rozmowa z aniołem”                                  | [ 1 ]  |